# 1月18日 (旧暦)
旧暦1月18日は旧暦1月の18日目である。六曜は赤口である。

## できごと
- 允恭天皇1年（ユリウス暦413年3月6日） - 第19代・允恭天皇が即位
- 応仁元年（ユリウス暦1467年2月22日） - 畠山義就が上御霊社の畠山政長を襲う。応仁の乱の始まり
- 明暦3年（グレゴリオ暦1657年3月2日） - 明暦の大火（振袖火事）

## 誕生日
- 仁和元年（ユリウス暦885年2月6日） - 醍醐天皇[1]、60代天皇（+ 930年）
- 慶応3年（グレゴリオ暦1867年2月22日） - 宮武外骨、江戸明治文化研究家（+ 1955年）
- 1931年（グレゴリオ暦1931年3月6日）- 全斗煥、韓国の政治家、第11・12代大韓民国大統領（+ 2021年）

## 忌日
- 寛徳2年（ユリウス暦1045年2月7日） - 後朱雀天皇、69代天皇（* 1009年）
- 正長元年（ユリウス暦1428年2月3日） - 足利義持、室町幕府4代将軍（* 1386年）
- 慶長19年（グレゴリオ暦1614年2月26日） - 最上義光、山形藩初代藩主（* 1546年）
- 明治4年（グレゴリオ暦1871年3月8日） - 鍋島直正、佐賀藩主（* 1815年）

## 記念日・年中行事
- 御船祭（三重県鳥羽市）